# Alfred Ehrentreich
Alfred Ehrentreich (* 18. Juni 1896 in Potsdam; † 11. April 1998 in Korbach) war ein Reformpädagoge, Schulleiter und Autor.

## Familie und Ausbildung
Ehrentreich wurde als Sohn eines Wasserbauingenieurs geboren, der beim Maschinenwerk des Schlosses Sanssouci beschäftigt war. Er studierte an der Albert-Ludwigs-Universität in Freiburg im Breisgau und an der Friedrich-Wilhelms-Universität in Berlin Englisch, Französisch und Deutsch. 1920 promovierte er in Berlin zum Thema Zur Quantität der Tonvokale im Modern-Englischen auf Grund experimenteller Untersuchungen. Er heiratete die Tochter des Pädagogen Wilhelm Schwaner, Anneliese, genannt Annlis (* 4. April 1901; † 22. Februar 1985).

## Berufliche Entwicklung
Ab 1922 war er unter Schulleiter Martin Luserke als Lehrer in der reformpädagogischen Freien Schulgemeinde Wickersdorf bei Saalfeld im Thüringer Wald tätig. Als es dort nach jahrelangen Auseinandersetzungen um Gustav Wyneken Mitte der 1920er Jahre zur Sezession diverser Lehrkräfte, sonstiger Mitarbeiter und Schüler kam, wechselte er nach Berlin-Neukölln zum Kaiser-Friedrich-Realgymnasium (ab 1929/30: Karl-Marx-Schule), das von Fritz Karsen geleitet wurde. Zwischen 1925 und 1934 gehörte er zu den Förderern der von Luserke gegründeten und geleiteten Schule am Meer auf der Nordseeinsel Juist und engagierte sich in deren „Außengemeinde“, wo er beispielsweise mit Paul Reiner kooperierte.
Nach der Machtabtretung an die Nationalsozialisten wurde die Karl-Marx-Schule (Berlin-Neukölln), Vorläuferin heutiger Gesamtschulen, politisch „gesäubert“. Ehrentreich erhielt ein kurzzeitiges Berufsverbot; anschließend wurde er nach einigen Monaten an eine Berliner Mädchenschule versetzt. Ehrentreich wurde als Lagerleiter (KLV-Leiter) der Kinderlandverschickung eingesetzt, eine Thematik, die er in seinem Buch Dresdner Elegie verarbeitet hat. Nach dem Ende des Zweiten Weltkrieges war Ehrentreich zunächst kurzzeitig in Kassel als Lehrer tätig, anschließend wurde ihm auf Empfehlung von Schulrat Hans Habermann die Leitung der Alten Landesschule Korbach übertragen, die er bis zu seiner Pensionierung im Jahr 1962 innehatte. Auch hier war Ehrentreich bemüht, Elemente der Reformpädagogik zu integrieren, beispielsweise die Mitbestimmung der Schüler.
Ehrentreich engagierte sich ab 1953 für eine internationale Schulpartnerschaft, aus der sich später eine Städtepartnerschaft zwischen der Stadt Avranches in der Normandie und Korbach entwickelte. Er war zwischen 1966 und 1972 im entsprechenden städtischen Ausschuss Korbachs aktiv. Zudem war er Mitbegründer der Korbacher Volkshochschule, der dortigen Theaterwoche sowie Initiator und Organisator einer Vielzahl von Musikveranstaltungen und Kunstausstellungen.
Ehrentreich starb im Alter von 101 Jahren.

## Werke (Auswahl)
- Zur Quantität der Tonvokale im Modern-Englischen auf Grund experimenteller Untersuchungen. Phil. Dissertation. Mayer & Müller, Berlin 1920
- als Hrsg.: Valentin Weigel: Gespräch vom wahren Christentum. In unser Schriftbild übertragen. Hanseatische Verlagsanstalt, Hamburg 1922
- als Hrsg. mit Zakir Husain: Die Botschaft des Mahatma Gandhi. Volkserzieher-Verlag, Berlin 1924
- Thomas Münzer. Nach alten Drucken neu ein gerichtet. Hanseatische Verlagsanstalt, Hamburg 1925
- Polizeipräsidium, bitte! Eine Kriminal-Groteske für Laienspieler. G. Danner, Mühlhausen 1936
- Englische Volksmärchen. Diederichs, Jena 1938
- Nachwort für Marie von Ebner-Eschenbach: Die Freiherren von Gemperlein, 1940
- Die Freier-Probe. Ein Mädchen-Spiel. Bärenreiter-Verlag, Kassel 1947
- Merry Texts for beginners. Hirschgraben-Verlag, Frankfurt am Main 1949
- als Hrsg.: Molière: Le Médecin malgré lui. Comédie en 3 actes. Hirschgraben-Verlag, Frankfurt am Main 1951
- mit Siegward Sprotte: Siegward Sprotte. Berghaus-Verlag, Kirchdorff/Inn 1963
- Pädagogische Odyssee. Im Wandel der Erziehungsformen. Beltz, Weinheim 1967
- Zakir Husain im Hause Schwaners. Die Berliner Jahre des indischen Staatspräsidenten. In: Waldeckische Landeszeitung, 24. Mai 1967
- Stefan George in der Freien Schulgemeinde Wickersdorf. In: Castrum Peregrini, 22 (1972), H. 101, S. 62–79.
- Englische Märchen. Wilhelm Goldmann Verlag, München 1980
- als Hrsg.: Volksmärchen aus England I. Angelsächsische Märchen. Ullstein Verlag, Frankfurt am Main, Berlin, Wien 1980
- als Hrsg.: Volksmärchen aus England II. Keltische Märchen. Ullstein Verlag, Frankfurt am Main, Berlin, Wien 1980
- 50 Jahre erlebte Schulreform – Erfahrungen eines Berliner Pädagogen. Wolfgang Keim (Hrsg.) (= Studien zur Bildungsreform, 11), Frankfurt am Main, Bern, New York City 1985. ISBN 978-3-8204-7790-0.
- Dresdner Elegie. Schule im Krieg: Die Kinderlandverschickung im 3. Reich. Pendragon-Verlag, Brackwede 1985, ISBN 978-3-923306-36-7.
- 90 Tage in der Neuen Welt. Eine nicht nur pädagogische Reise. Pendragon-Verlag, Brackwede 1986, ISBN 978-3-923306-49-7.
- Sanssouci. Märkische Baumeister und Fürsten. Die Entstehung des Parks und der Wasserkünste. World of Books. London, Worms 1989, ISBN 978-3-88325-399-2.
- mit Dieter Barth: Die Freie Schulgemeinde Wickersdorf. In: Pädagogik und Schulalltag, Jg. 47 (1992), S. 588–595.

## Ehrungen
- 1973 – Ehrenplakette der Stadt Avranches, Département Manche in der Normandie, Frankreich[8]
- 1980 – Ehrennadel der Stadt Korbach in Silber[9]
- 1984 – Bundesverdienstkreuz am Bande[10]
- 1988 – Médaille d'or de la Fondation Jean Monnet pour l'Europe[11]
- 1992 – L'Ordre du Chevalier des Palmes Académiques[12]
- 1992 – Kulturpreis des Landkreises Waldeck-Frankenberg[13]